# Ayoub Nanah
Ayoub Nanah (arab. ‏أيوب ناناح‎; ur. 12 listopada 1992 w Casablance) – marokański piłkarz, grający na pozycji cofniętego napastnika. W sezonie 2021/2022 zawodnik FUSu Rabat. Reprezentant kraju.

## Kariera klubowa
Ayoub Nanah jest wychowankiem dwóch klubów z Casablanki – Rai Casablanca oraz Rachadu Bernoussi. W tym drugim klubie grał w latach 2010–2012 w GNF 2.
1 lipca 2012 roku został zawodnikiem Difaâ El Jadida. Zadebiutował tam 2 kwietnia 2014 roku w meczu przeciwko Kawkabowi Marrakesz, zremisowanym bezbramkowo. Pierwszą asystę zaliczył 4 maja tego samego roku w meczu przeciwko AS Salé, wygranym 3:2. Ayoub Nanah asystował przy golu w 36. minucie. Pierwszą bramkę strzelił 27 września 2014 roku w meczu przeciwko Rai Casablanca, wygranym 3:0. Do siatki trafił w 32. minucie. Wystąpił w finale Pucharu Maroka i w Afrykańskiej Lidze Mistrzów. Łącznie w El Jadidzie rozegrał 125 meczów ligowych, strzelił 23 gole i zanotował 10 asyst.
1 stycznia 2019 roku został zawodnikiem Rai Casablanca. Zadebiutował tam 6 stycznia 2020 roku w meczu przeciwko Wydadowi Casablanca, przegranym 0:1. Pierwszą bramkę strzelił 23 stycznia w meczu przeciwko FARowi Rabat, wygranym 2:1. Strzelił gola w 70. minucie. Pierwszą asystę zaliczył tydzień później w meczu przeciwko Difaâ El Jadida, wygranym 2:4. Asystował przy golu w 7. minucie. Z Rają zdobył Afrykański Super Puchar (sezon 2018/2019) i mistrzostwo kraju (sezon 2019/2020). Łącznie do 3 czerwca 2021 roku rozegrał 43 ligowe mecze, strzelił 6 goli i zanotował 3 asysty.
28 sierpnia 2021 roku trafił do FUSu Rabat. W stołecznym zespole zadebiutował 11 września 2021 roku w meczu przeciwko Chababowi Mohammédia, przegranym 2:0. Grał 56 minut. Łącznie do 20 grudnia 2021 roku zagrał w 11 spotkaniach.

## Kariera reprezentacyjna
Ayoub Nanah w reprezentacji zadebiutował 12 października 2014 roku w meczu przeciwko Mauretanii, wygranym 5:0. Strzelił wtedy pierwsze dwie bramki – w 83. i 86. minucie. Łącznie w latach 2014–2019 rozegrał 5 meczów i strzelił 2 bramki.

## Życie prywatne
Ma brata Anasa, również piłkarza.